# 執行檔
可执行文件是一种特定格式的文件，可以由计算机的操作系统直接加载并执行。可执行文件通常包含了程序的机器语言（编译后的二进制代码）, 还有一些用于系统加载和运行的元数据。

## 兼容性限制
可执行文件的内容和结构包含机器指令和系统调用，与操作系统和硬件架构密切相关。例如: Windows上的 .exe 文件包含Windows系统特有的结构和指令，Linux不直接支持这些文件格式和指令集。
CPU架构与指令集同样会影响可执行文件的兼容性, 常见的CPU架构有x86、x86-64、ARM等，可能需要根据不同的CPU架构分别编译不同的可执行文件。
为了让Windows可执行文件在Linux上运行，可以使用 Wine: Wine是一个开源的兼容层，提供了Windows API的实现，允许部分Windows程序在Linux或MacOS系统上运行。

## 常见的可执行文件后缀名
不同操作系统有不同的可执行文件后缀，如：
PE（Portable Executable）格式用于Windows系统：
- .exe：目前最常见的 Windows 可执行文件格式。[2]
- .com：早期DOS格式的可执行文件，体积通常小于.exe文件。

ELF（Executable and Linkable Format）是Linux和Unix系统中的标准：
- .run：用于安装程序或自解压安装包的文件。
- .bin：一般用于可执行的二进制文件或独立发行版中的可执行文件。

Mach-O（Mach Object）格式用于macOS系统：
- .app：包含可执行文件、资源和元数据，以文件夹形式出现，但实际是一个打包格式。

## 脚本文件
脚本文件通常使用脚本语言编写，不经过编译处理，文件中保存的仍然是原始代码，通常是可读的ASCII文本。而传统的可执行文件通常是编译后的二进制文件,  这些文件已经过编译器的处理，将源代码转化成机器代码，直接由计算机的CPU执行。脚本文件执行时由解释器逐行读取并"翻译"给计算机执行。

## 参看
- 源代码
- 编译器
- 机器语言